# Коянбай
Коянба́й (каз. Қоянбай) — село у складі Бескарагайського району Абайської області Казахстану. Входить до складу Єрназарівського сільського округу.
Населення — 420 осіб (2021; 765 у 2009, 874 у 1999, 1053 у 1989).
Національний склад станом на 1989 рік:
- казахи — 100 %